# Pulmonal
Pulmonal (lateinisch, sinngemäß ‚die Lunge betreffend‘) ist ein medizinischer Fachbegriff und bezeichnet in der Regel den Aufnahmeweg von Medikamenten, aber auch Schadstoffen und Chemikalien. Pulmonal kann aber auch ein bisher noch nicht näher bestimmter, die Lunge betreffender, Grund sein, die Behandlung eines Patienten zu modifizieren (z. B. neu auftretendes Lungenödem oder eine Lungenembolie).
In der Medizin trifft man diesen Begriff im Zusammenhang mit gewissen Krankheiten an.
Nicht wenige – oft giftige – Chemikalien wirken jedoch auch pulmonal bzw. werden durch die Atmung über die Lunge aufgenommen. Dies sind insbesondere Gase (z. B. Schwefelwasserstoff), aber auch Dämpfe von Flüssigkeiten.
In der Linguistik findet der Begriff Verwendung bei pulmonal egressiven Konsonanten.